# Kellan Lutz
Kellan Christopher Lutz (Dickinson, 15 de março de 1985) é um ator e ex-modelo estadunidense. Ele é mais conhecido por ter interpretado Emmett Cullen nos filmes da série Twilight, Posídon em Imortais, Hércules em The Legend of Hercules e John Smilee em Os Mercenários 3.

## Biografia
Kellan é o filho do meio dentre uma irmã e seis irmãos. Ele nasceu na cidade de Dickinson, localizada na Dakota do Norte, e começou como modelo quando tinha 13 ou 14 anos de idade em meados de 1999. Após terminar o ensino médio mudou-se para a Califórnia para participar da universidade de "Chapman University", no curso de bacharel em engenharia química, mas depois decidiu seguir uma carreira de ator, ao invés de ir para a universidade. Se ele não tivesse escolhido esse caminho como ator, porém, ele também considerou tentando se tornar um Navy SEALs.
Em seu tempo livre, Kellan pratica diversos esportes, incluindo skateboarding, musculação, trilha, beisebol, basquetebol, lacrosse, natação, tênis, raquetebol, badminton, esqui, snowboarding, dança e muitas outras atividades; e também tem paixão por filmes de terror.
Lutz tem amizades próximas com os seus co-stars dos filmes de "The Twilight Saga", em especial com a atriz Ashley Greene e o ator Jackson Rathbone, que ele já conhecia antes do filme começar a ser filmado.
Ele diz que o seu vigésimo terceiro aniversário em 2008, foi gasto com o elenco, dizendo: “Eu sai com o elenco de Crepúsculo e fui em uma aventura louca com um motorista de táxi maluco.”

## Carreira de ator

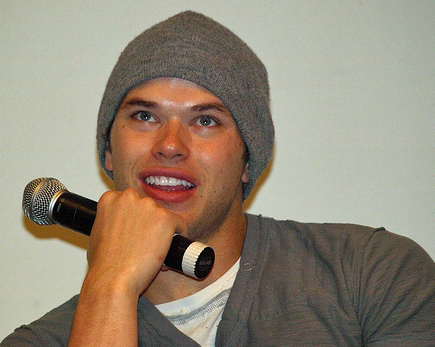
Kellan em uma convenção de Crepúsculo, em fevereiro de 2009.

Kellan atuou em vários programas de televisão. Ele teve papéis recorrentes em Model Citizens e The Comeback, e pequenos papéis em episódios de The Bold and the Beautiful, CSI: NY, Summerland, Six Feet Under, CSI: Crime Scene Investigation, e Heroes. Ele atuou também nos filmes Stick It, Accepted e Prom Night. Além disso, Kellan foi realizada no palco da Califórnia e foi o anfitrião de Blow Out Bravo.
Em 2006, ele apareceu no comercial para fragrância da atriz estadunidense Hilary Duff, a "With Love… Hilary Duff", e em 2007 o videoclipe da música "With Love". Em 2008, ele apareceu em outro videoclipe musical, intitulado de: "Without You", da banda estadunidense de rock, Hinder. Também em 2006, Kellan também apareceu na minissérie Generation Kill, baseado no livro homônimo de Evan Wright.
Kellan foi escalado para o papel de Emmett Cullen na adaptação cinematográfica (2008) do livro Crepúsculo de Stephenie Meyer e para as sequências, interpretando o mesmo personagem nos filmes: a Lua Nova (lançado em 2009), The Twilight Saga: Eclipse (lançado em 2010), The Twilight Saga: Breaking Dawn – Part 1 (lançado em 2011) e em The Twilight Saga: Breaking Dawn – Part 2 (lançado em 2012). Ele conseguiu o papel de George Evans na série de televisão 90210, da The CW. Kellan reuniu-se com a sua amiga próxima e co-estrela de Crepúsculo, Ashley Greene, no filme Warrior.
Participou em 2010 do remake A Nightmare on Elm Street como Dean. Como modelo, Kellan participou de diversas campanhas e comerciais para Calvin Klein, nas quais posou somente de cueca.

## Relacionamento e casamento
Em 2016, Kellan Lutz conheceu a apresentadora de televisão da Hallmark a Brittany Lynn Gonzales. Apenas um ano após o início do namoro, ficaram noivos e decidiram se casar, anunciando o seu noivado oficialmente no estadunidense Dia de Ação de Graças em 23 de novembro de 2017.

### Paternidade
Em 23 de novembro de 2019, durante o estadunidense Dia de Ação de Graças de 2019, Kellan anunciou que ao lado da sua esposa a apresentadora de televisão da Hallmark a Brittany Lynn Gonzales-Lutz esperavam o primeiro filho juntos.
Em janeiro de 2020, Kellan anunciou oficialmente em entrevista para a revista estadunidense "People", que a sua esposa esperava uma menina prevista para nascer até o final da primeira metade de 2020.
Porém em 07 de fevereiro de 2020, o casal infelizmente anunciou que haviam sofrido um aborto espontâneo durante o sexto mês de gestação, e que foi a equipe médica do Hospital Ronald Reagan UCLA Medical Center na cidade de Los Angeles quem prestou o atendimento ao casal.
Em 05 de setembro de 2020, o casal anunciou oficialmente através das suas páginas oficiais no instagram, que o casal estava esperando o seu primeiro bebê arco-íris, mais de sete meses após o aborto espontâneo sofrido.
No dia 22 de fevereiro de 2021, nasceu a sua primeira filha: a Ashtyn Lilly Lutz, na cidade de Nova Iorque. A notícia foi do nascimento apenas anunciada pelo casal oficialmente no dia 26 de fevereiro de 2021, quase cinco dias após o nascimento da bebê, através das suas redes sociais oficiais.

## Filmografia

### Cinema
| Ano  | Título                                       | Papel           | Notas                |
| ---- | -------------------------------------------- | --------------- | -------------------- |
| 2006 | Stick It                                     | Frank           |                      |
| 2006 | Accepted                                     | Dwayne          |                      |
| 2007 | Ghosts of Goldfield                          | Chad            | Diretamente em vídeo |
| 2008 | Prom Night                                   | Rick Leland     |                      |
| 2008 | Deep Winter                                  | Mark Rider      |                      |
| 2008 | Crepúsculo                                   | Emmett Cullen   |                      |
| 2009 | After Dusk They Come                         | Jake            | Diretamente em vídeo |
| 2009 | New Moon                                     | Emmett Cullen   |                      |
| 2010 | Meskada                                      | Eddie Arlinger  |                      |
| 2010 | A Nightmare on Elm Street                    | Dean Russell    |                      |
| 2010 | Eclipse                                      | Emmett Cullen   |                      |
| 2011 | A Warrior's Heart                            | Conor Sullivan  |                      |
| 2011 | Love, Wedding, Marriage                      | Charlie         |                      |
| 2011 | Arena                                        | David Lord      | Diretamente em vídeo |
| 2011 | The Twilight Saga: Breaking Dawn – Part 1    | Emmett Cullen   |                      |
| 2011 | Imortais                                     | Posídon         |                      |
| 2012 | The Twilight Saga: Breaking Dawn – Part 2    | Emmett Cullen   |                      |
| 2013 | Java Heat                                    | Jake Travers    |                      |
| 2013 | Syrup                                        | Sneaky Pete     |                      |
| 2013 | Tarzan                                       | Tarzan          | Voz                  |
| 2014 | The Legend of Hercules                       | Hércules        |                      |
| 2014 | Os Mercenários 3                             | John Smilee     |                      |
| 2015 | Experimenter                                 | William Shatner |                      |
| 2015 | Extraction                                   | Harry Turner    |                      |
| 2016 | Money                                        | Mark            |                      |
| 2017 | Science Fiction Volume One: The Osiris Child | Sy Lombrok      |                      |
| 2018 | Guardians of the Tomb                        | Ridley          |                      |
| 2020 | Onward                                       | Phil Lightfoot  | Voz                  |

### Televisão
| Ano  | Titúlo                                          | Papel                       | Notas                      |
| ---- | ----------------------------------------------- | --------------------------- | -------------------------- |
| 2004 | Model Citizens                                  | Ele mesmo                   |                            |
| 2004 | The Bold and the Beautiful                      | Rob                         | 1 episódio                 |
| 2005 | CSI: NY                                         | Alex Hopper                 | Episódio "Tri-Borough"     |
| 2005 | The Comeback                                    | Chris MacNess               | 14 episódios (até 2014)    |
| 2005 | Six Feet Under                                  | Critter                     | Episódio "Hold My Hand"    |
| 2005 | Summerland                                      | Fordie                      | 2 episódios                |
| 2007 | CSI: Crime Scene Investigation                  | Chris Mullins               | Episódio "Empty Eyes"      |
| 2007 | Heroes                                          | Andy                        | Episódio "Five Years Gone" |
| 2008 | Generation Kill                                 | Cpl Jason Lilley            | Minissérie                 |
| 2008 | 90210                                           | George Evans                | 6 episódios (até 2009)     |
| 2009 | Valley Peaks                                    | Kyle McBride                | 2 episódios                |
| 2012 | Punk'd                                          | Ele mesmo                   | Convidado apresentador     |
| 2012 | 30 Rock                                         | Ele mesmo                   | 1 episódio                 |
| 2013 | The High Fructose Adventures of Annoying Orange | King Potadectes / Pie-Clops | Voz, 1 episódio            |
| 2015 | Bullseye                                        | Apresentador                |                            |

### Vídeos musicais
| Ano  | Titúlo            | Artista         | Notas |
| ---- | ----------------- | --------------- | ----- |
| 2006 | "With Love"       | Hilary Duff     |       |
| 2008 | Without You       | Hinder          |       |
| 2012 | Put Your Hands Up | Matchbox Twenty |       |